# Impatiens heterosepala
Impatiens heterosepala är en balsaminväxtart som beskrevs av Joseph Dalton Hooker och E. G. Baker. Impatiens heterosepala ingår i släktet balsaminer, och familjen balsaminväxter. Inga underarter finns listade i Catalogue of Life.